# Partei für Frieden und Entwicklung
Die Partei für Frieden und Entwicklung (somalisch: Xisbiga Nabadda Iyo Horumarka, englisch Peace and Development Party, PDP) ist eine sozialdemokratische politische Partei in Somalia. Sie wurde im Jahr 2011 vom aktuellen somalischen Präsidenten Hassan Sheikh Mohamud gegründet. Die PDP ist die erste politische Partei nach dem Bürgerkrieg 1992.
Alle 155 PDP-Mitglieder haben Hassan Sheikh Mohamud am 17. und 18. April 2011 für die nächsten drei Jahre als ihren Parteivorsitzenden gewählt.